# Mennesket ved Havet
Mennesket ved Havet, i folkemunde ofte kaldet De 4 hvide mænd, er en 9 meter høj skulptur i hvid beton, udført af billedhuggeren, maleren og grafikeren Svend Wiig Hansen. Den er placeret nord for Esbjerg ved Sædding Strand. Placeringen lige overfor Fiskeri- og Søfartsmuseet, en af områdets store turistattraktioner, gør at den får stor eksponering, og er blevet et kendt vartegn for Esbjerg.
Skulpturen blev afsløret d. 28. oktober 1995 og er opført af Esbjerg Kommune, Statens Kunstfond og private sponsorer i anledning af kommunens 100-års jubilæum i 1994.
Skulpturen der blandt andet er inspireret af Påskeøens monolitter, skildrer det rene og ufordærvede menneskes møde med naturen. Mennesket som det var, da det kom ud af mors liv. Mennesket før det rejser sig og begynder at handle. Det er først da, sagde Wiig Hansen, at det går galt. Først da får mennesket "snavs" på fingrene. 
Kunstværket kostede omkring fire millioner kroner, hvoraf Statens Kunstfond gav en million kroner. 
Kunstnerens oprindelige tanke for placeringen af skulpturen var ved Grenen nord for Skagen.